# St. Martin (Minnesota)
Pour les articles homonymes, voir St. Martin.
St. Martin est une ville américaine située dans le comté de Stearns, dans le Minnesota. Selon le recensement de 2010, sa population est de 308 habitants.